# 小泉周
小泉 周（こいずみ あまね、1971年 - ）は、日本の生理学者、科学技術政策研究者。北陸先端科学技術大学院大学副学長（総合戦略担当）・教授。

## 経歴
神奈川県川崎市出身。麻布中学校・高等学校卒業。
1997年慶應義塾大学医学部卒業、医師、医学博士。同大生理学教室（金子章道・教授=当時）で、電気生理学と網膜視覚生理学の基礎を学ぶ。
2002年米ハーバード大学医学部、マサチューセッツ総合病院、ハワード・ヒューズ医学研究所のリチャード・マスランド教授に師事。網膜組織培養法など開発。
2007年10月、自然科学研究機構生理学研究所の広報展開推進室准教授に。同研究所・機能協関部門准教授併任、総合研究大学院大学生理学専攻准教授も兼任。
2013年10月より、自然科学研究機構 研究力強化推進本部 特任教授着任、統括URAとして勤務。
2025年4月より、国立大学法人　北陸先端科学技術大学院大学の副学長（総合戦略担当）および教授。

## その他の活動
- 2002年-2006年、日本生理学会の常任幹事など学会の役職多数。
- 2009年-2011年、文部科学省研究振興局学術調査官（非常勤）[1]
- 2012年5月-2015年3月、JST科学コミュニケーションフェロー
- 2014年-2015年、TBS系特別番組「生命38億年スペシャル 人間とは何だ」にコメンテーターとして出演・監修。
- 2021年-、文部科学省科学技術・学術審議会基礎研究振興部会臨時委員[2]
- 2022年-、Times Higher Education 世界大学ランキングの国際アドバイザリーボード メンバー[3]
- 2023年-、文部科学省・技術参与

## 受賞
- 2010年、文部科学大臣表彰（科学技術賞・理解増進部門）受賞[4][5]。
- 2015年、日本学術振興会 ひらめき☆ときめきサイエンス推進賞受賞[6]。